# Teresio Vachet
Teresio Vachet (Bardonecchia,  4 de febrero de 1948-Bardonecchia, 2 de julio de 2025) fue un esquiador italiano especialista en esquí alpino.

## Carrera
A nivel nacional fue medallista de plata en 1966 y medalla de bronce en 1968, en ambas ocasiones fue en el descenso; además de dos medallas de plata en el esquí de velocidad en 1971 y 1973, aunque estas medallas no son consideradas como oficiales.
A nivel de Juegos Olímpicos de Invierno participó en la edición de Grenoble 1968 donde terminó en la posición 22 entre 88 participantes en la modalidad de descenso.